# Guallatiri
'Guallatiri' é um estratovulcão da Cordilheira dos Andes localizado ao norte do Chile, perto da fronteira com a Bolívia, no Parque Nacional Lauca. Seu cume situa-se a 6071 metros de altitude. Localiza-se na comuna de Putre, na Região de Arica e Parinacota, uma das mais secas do mundo.
A região onde fica a montanha, Paso Chungara, é dominada por vulcões, sendo que o Sajama é mais alto da região, seguido pelo Parinacota, Pomerape e Acotango.
A cúpula contem um domo de lava. Fluxos de lava espessa estão localizados nos flancos inferiores norte e oeste.

## Atividade de 1996
Observações do vulcão em 19 e 20 de julho de 1996 mostraram emissões de vapor branco da cratera. No flanco sul do vulcão, a 400 m abaixo do cume, havia uma área livre de neve que emitia vapor.

## Atividade de 1990-1991
Em 2 de novembro de 1990, duas áreas de atividade de fumarolas fortes foram observadas no vulcão. As fumaças mais vigorosas foram avistadas a 80 m abaixo do cume. O evento produziu uma pluma de 200 m de altura, acompanhada por um ruído de motores a jato.

## Provável erupção de 1985
Uma erupção em 1 de dezembro de 1985 foi originalmente atribuída ao vulcão Acotango, mas foi determinada ser mais provável do vulcão Guallatiri.
As erupções produziram nuvens de fumaça branca, que subiram a 500 m na vertical. As erupções ocorreram em intervalos de 45-75 segundos. Durante uma pesquisa de campo em 1987, nas proximidades dos vulcões Capurata, Acotango e Humarata não mostraram sinais de atividade, suas crateras foram cobertas com gelo e neve limpas. Atividade de fumarolas foi observada no vulcão Guallatiri indicando assim que a erupção de 1985 tinha aí ocorrido.